# Robidni Breg
Robidni Breg je naselje v občini Kanal, ki je bilo ustanovljeno leta 2007 z odcepitvijo od naselja Anhovo.